# وي فت
وي فت (بالإنجليزية: Wii Fit‎؛ باليابانية: Wiiフィット‎، ‏وي فِتُّو) هي لعبة فيديو يابانية، من تطوير ستوديو نينتندو إنترتينمنت أنالسيس أند دفيلوبمنت وتصميم هيروشي ماتسوناغا، ومن نشر شركة نينتندو، حيث تعمل اللعبة لمنصة وي الحصرية. هي لعبة تمارين بأنشطة عدة تستخدم لوحة اتزان وي الخارجية. حتى مارس 2012، حصدت وي فت المركز الثالث بأكثر ألعاب الأنظمة مبيعًا ولا تكون مصطحبة بالجهاز، إذ بِيع منها 22.67 مليون نسخة.
تستخدم اللعبة منصة فريدة خارجية تسمى لوحة اتزان وي، والتي يقف عليها اللاعب أثناء التمارين. اللوحة ليست لوحة اتزان هزازة إنما هي جهاز يتتبع مركز اتزان المستخدم. تحتوي اللعبة على يوجا وتمارين القوة وتمارين هوائية ألعاب توازن. وصف ماتسوناغا اللعبة بأنها "طريقة لمساعدة الأسر بالتمرين معًا. تستخدم اللعبة في إعادة تأهيل العلاج الطبيعي وقد اتخذتها عدة أندية صحية حول العالم. تستخدم اللعبة في دور الرعاية لتحسين وضعيات كبار السن. تلقت اللعبة مراجعات حسنة عامةً، على الرغم من انتقادها بسبب نقص الحدة في بعض الأنشطة التدريبية.

## نظام اللعب

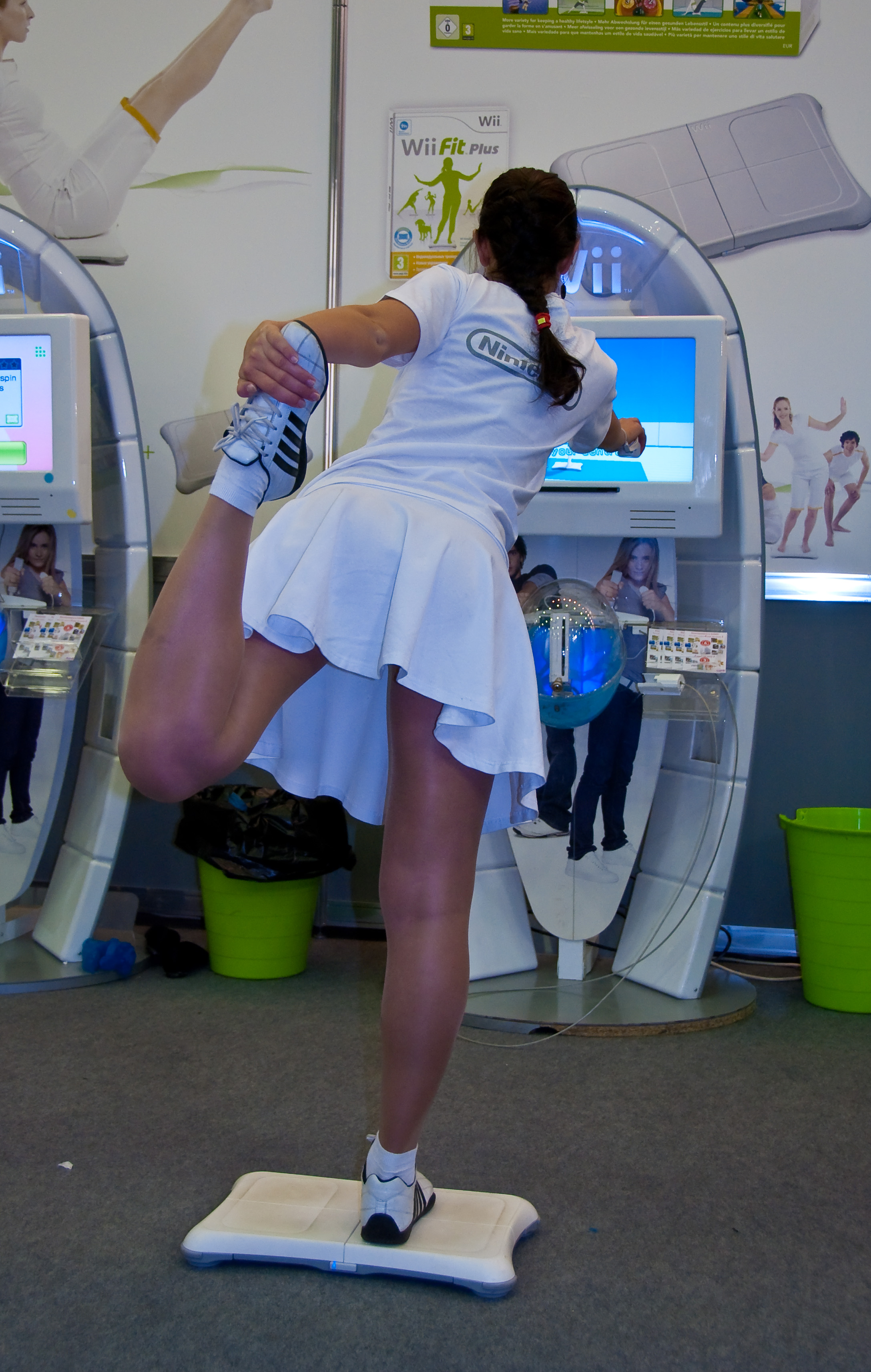
شرح نظام لعب وي فت بلس في إغرومير

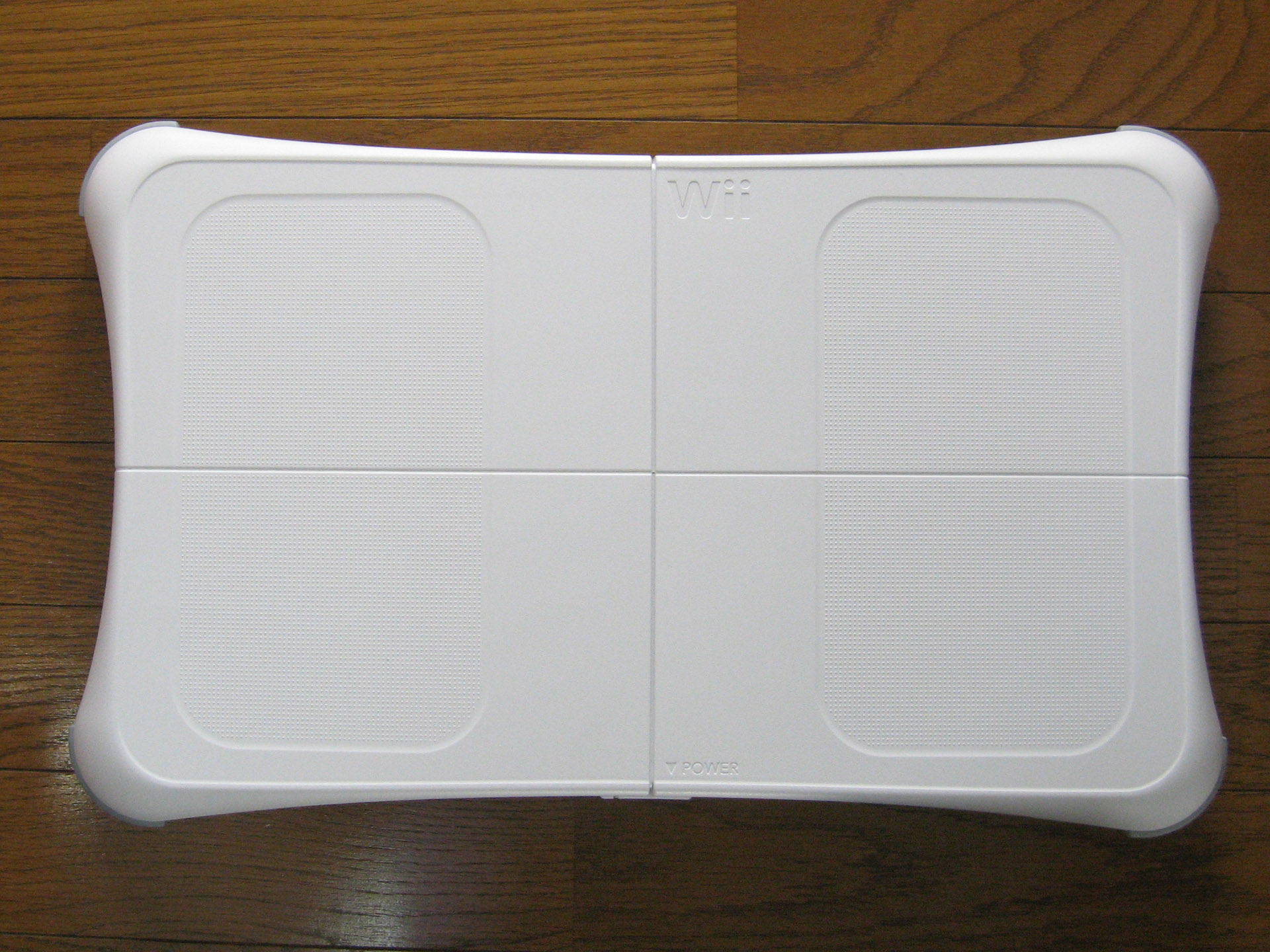
تقيس لوحة اتزان وي - المصطحبة مع وي فت - وزن الشخص وكذلك مركز اتزانه

يتطلب وي فت استخدام لوحة اتزان وي، وهي منصة فريدة وهامشية يقف عليها اللاعب حين يلعب. يمكن للوحة اتزان وي أن أن تحدد مركز اتزان المستخدم وتتبعه، وهي ميزة تستخدم بكثرة في اللعبة؛ وستقيس الوزرن بنفس طريقة مقياس الحمام. تحتوي وي فت على أكثر من 40 نشاطًا مصممًا لينخرط اللاعب في تدريب بدني، والتي تتكون من وضعيات اليوغا وتمارين القوة والتمرينات الهوائية وألعاب التوازن. تركز جُلُّ الأنشطة عمومًا على الحفاظ على مركز الاتزان وتحسين الحالة الجسدية.
يسجل اللاعبون ويلعبون اللعبة عن طريق ملف شخصي، ويتضمن تاريخ ميلاد اللاعب وطوله وشخصية مي، ليتتبع تقدم اللاعب. ويمكن تسجيل الأنشطة البدنية الممارسة خارج اللعبة في الملف الشخصي. تسمح اللعبة للتسجيل بحد أقصى ثمانية ملفات شخصية.

### اليوغا وتمرين القوة
تمنح أنشطة اليوغا وتمرين القوة في وي فت اللاعب مدربًا شخصيًا على الشاشة والذي يقوم بالتوجيه والتقييم. وأثناء الوقوف أو الاتكاء على لوحة الاتزان، يتلقى اللاعب تعليمات لتأدية النشاط بتقليد حركات المدرب تقليدًا دقيقًا. في اليوغا، يبقى اللاعب على وضعية معينة أو يؤدي سلسلة من الوضعيات لمدة من الزمن؛ أما في تمرين القوة يؤدي اللاعب مجموعات مكررة من التمرين المختار. أثناء هذه الجلسات، يظهر للاعب إشارة على مركز اتزانه، ممثلاً بنقطة حمراء. ينصح المدرب اللاعب بالحفاظ على مركز الاتزان خلال النشاط، إذ يطلب عدم التحرك خارج نطاق محدد وعادةً ما يشار إليه بدائرة صفراء. حين ينتهي النشاط، يُمنح اللاعب نقاطًا استنادًا لحفاظه على اتزانه أثناء الجلسة: تُحسم النقاط إن تمايل جسد اللاعب عشوائيًا أو اهتز في أي وقت. تحتوي وي فت على 30 نشاط يوغا وتمرين القوة.
| يوغا               | تمرين قوة              |
| ------------------ | ---------------------- |
| تنفس بطني          | إطالة ساق واحدة        |
| نصف قمر            | ضغط ولوح الخشب الجانبي |
| محارب              | لوي الجذع              |
| شجرة               | ثني                    |
| تحية الصباح        | اندفاع                 |
| ركبة واقفة         | قرفصاء                 |
| نخلة               | لوي ساق واحدة          |
| كرسي               | رفع جانبي للساق        |
| مثلث               | لوح الخشب              |
| الكلب المتجه لأسفل | إطالات ثلاثية          |
| رقصة               | رفع الذراع والساق      |
| صِّل                 | الوقوف بذراع واحدة     |
| جسر                | تحدي الضغط             |
| لوي العمود الفقري  | تحدي الثني             |
| وقوف على الكتف     | تحدي لوح الخشب         |

### ألعاب الاتزان والتمارين الهوائية
التصنيفان الآخران الكبيران في وي فت - ألعاب الاتزان والتمارين الهوائية - يحتويان على 18 نشاط مصغر ويتميز بشخصيات المي اللاعبة. تركز التمارين الهوائية على الأنشطة التي تحتاج حركات قوية أكثر، ومقسمة إلى ثلاثة أنواع مختلفة: هولا هوب والتمارين الهوائية المكانية والهرولة. في هولا هوب، يدير اللاعب فخذيه لكي يلف عدة أطواق، ويجزى بعدد اللفات التي لفها خلال مدة معينة من الزمن. تركز التمارين الهوائية المكانية على الحركة في المكان على لوحة اتزان وي بتناغم. في الهرولة - والتي لا تستخدم لوحة الاتزان - يركض اللاعب في المكان ويُبقي وي ريموت متصلاً في جيبه، وبذلك فإنه يقوم مقام عداد الخطى. توفر اللعبة مُختلَف الأنشطة من التمارين الهوائية المكانية والهرولة حيث يمكن للاعب ممارستها بخطاه ولا تتطلب مشاهدتها على شاشة اللعبة؛ يمكن للاعب مشاهدة التلفاز أو ما شابه أثناء ممارسته للتمارين. تتكون ألعاب الاتزان من تسعة أنشطة تركز على التحكم مباشرةً باللعبة عن طريق استخدام مركز اتزان اللاعب. على سبيل المثال، تركز «رأسية كرة القدم» على الميل يمينًا أو يسارًا للتحكم بشخصية اللاعب لكي تضرب كرة قدم برأسها. مثال آخر «إمالة الطاولة» يركز على توجيه الكرات في حُفَر بتبديل اتزان اللاعب لإمالة المنصة التي عليها الكرات. الأنشطة المرتكزة على التزلج المتعرج والتزلج على الثلوج والسير على الحبل المشدود متاحة أيضًا، وكذلك لعبة مستوحاة من زازين (تسمى «تركيز اللوتس») يجلس لها اللاعب على لوح الاتزان ويبقى دون حراك لمدة من الزمن.
| التمارين الهوائية | ألعاب الاتزان     |
| ----------------- | ----------------- |
| هولا هوب          | رأسية كرة القدم   |
| خطوة بسيطة        | التزلج المتعرج    |
| الركض البسيط      | قفزة التزلج       |
| سوبر هولا هوب     | إمالة الطاولة     |
| خطوة متقدمة       | مشي الحبل المشدود |
| ركض ثنائي         | فقاعة الاتزان     |
| ملاكمة إيقاعية    | انزلاق بطريقي     |
| خطى حرة           | التعرج على الجليد |
| ركض حر            | تركيز اللوتس      |

### اختبار الجسد
يمكن للاعبين أن يخضعوا «لاختبارات الجسد»، والتي يُحسب فيها مؤشر كتلة الجسم للاعب ويُختبر التحكم بالاتزان. يحدد كل اختبار للجسد «عمر» اللاعب ويحدثه، والذي يقترح بشكل فضفاض قوة اللاعب الجسدية بالنسبة لعمره الحقيقي. يمكن تثبيت تطبيق منفصل يسمى «قناة وي فت» على وي منيو لكي يمارس اللاعبون عليه اختبارات للجسد دون الحاجة لتحميل قرص لعبة وي فت.

## التطوير

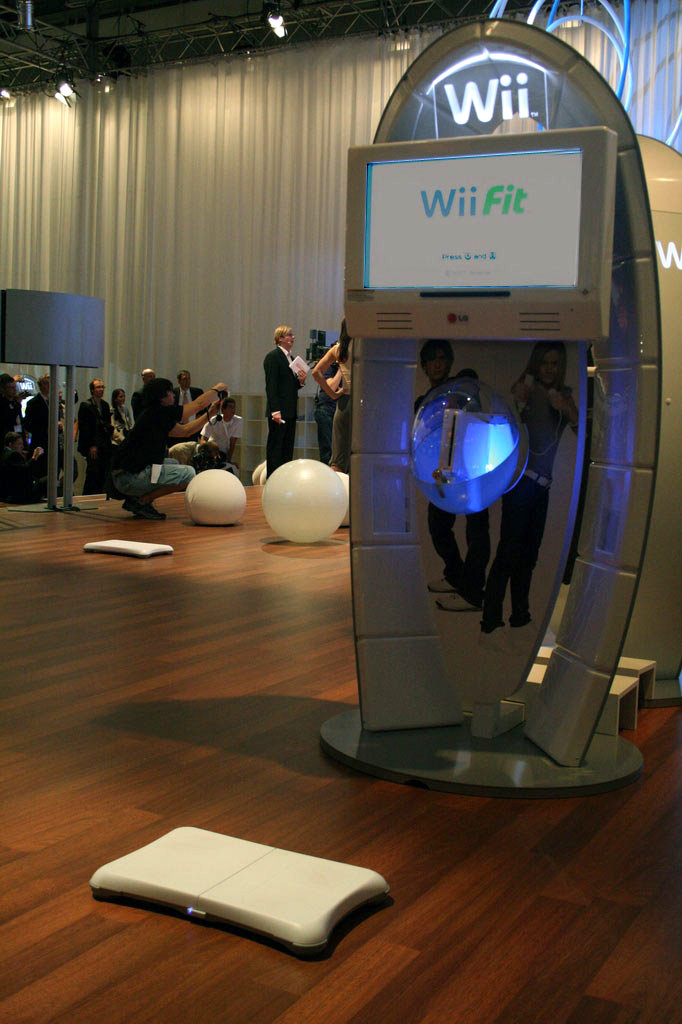
شرح في عرض لوي فت في جيمز كونفينشن بلايبزيغ في أغسطس 2007

أعلن مصمم ألعاب نينتندو الرئيسي شيغيرو مياموتو عن وي فت لأول مرة باسم «وي هيلث باك» أثناء مؤتمر بمنتصف سبتمبر 2006. ثم وصفها بأنها «طريقة لمساعدة العائلات بممارسة الرياضة معًا»، أُدرجت فكرة اللعبة أول مرة في وثيقة التصميم الأصلية لمياموتو لمجموعة ألعاب جوهرية تتضمن وي سبورتس ووي بلاي، وكل هذه الألعاب قد كُتبت على ورقة.
كما هو الحال مع الألعاب الأخرى التي صممها مياموتو مثل نينتندوغز، تأثر تصميم وي فت بالنشاطات التي يمارسها في حياته اليومية. صرح أنه هو وعائلته قد أصبحوا أكثر وعيًا بشأن الصحة ويذهبون إلى صالة الحديد ويتابعون أوزانهم. وجد أن ذلك أصبح «ممتعًا بمرور الوقت للحديث عن تلك الأشياء»، ووزن الشخص «لا يصنع لعبة»، وقد قررت نينتندو أن تبني اللعبة حول فكرة الانسجام مع هذا المبدأ. انتهى العمل على لوح اتزان وي بعد «سنتين تقريبًا»، وكانت مستوحاة من حاجة لاعبي السومو لوزن أنفسهم بمقياسين.
أُعلن عن اللعبة بعنوانها الحالي في المؤتمر الصحفي لشركة نينتندو في معرض الترفيه الإلكتروني في 11 يوليو 2007، واستعرضها مياموتو والمدير التنفيذي لنينتندو أمريكا ريجي فيس-إميه ومشاركون آخرون. كشف مياموتو أن وي فت قد بقيت قيد التطوير بيد فريق شامل الوظائف لمدة عام، وتابع أنه لا توجد أي خطط لدمج خاصية وي كونكت 24 للعبة. وقد قال أنه توجد احتمالية لاستغلال وي كونكت 24 مستقبلاً، مثل استخدام الخدمة للتواصل مع طبيب للمساعدة في إعادة التأهيل أو مع مختص باللياقة للمساعدة في ممارسة التمارين.

### خلائف اللعبة
أُصدرت وي فت بلس - نسخة موسعة من وي فت - للأسواق الكبرى في أكتوبر 2009. وتتضمن وي فت بلس 21 لعبة من ألعاب لوحة الاتزان وأنشطتها.
أُصدرت الحلقة الثالثة من السلسلة - وي فت يو - لخليفة جهاز وي، المنصة المسماة وي يو. بينما احتفظت بالمزايا الكلية لسابقاتها، إلا أن اللعبة سخرت لوح تحكم وي يو وبإمكانها مزامنة البيانات بعداد فت - عداد ملحق يقيس الأنشطة كالخطوات والارتفاع العمودي - الاختياري. أُصدرت اللعبة على نينتندو إي شوب في أكتوبر 2013 وفي نوفمبر من نفس العام، وكان مقررًا لها الإصدار بأمريكا الشمالية في يناير 2014، وباليابان بالشهر الذي يليه.
أُصدرت لعبة تمرين جديدة لمنصة نينتندو سويتش بعنوان رينغ فت أدفنشر في 18 أكتوبر 2019. تتطلب اللعبة ربط جهاز التحكم الأيمن على مقود خارجي مضمن في اللعبة (يسمى رينغ-كون) وكذلك ربط جهاز التحكم الأيسر على الفخذ الأيسر بواسطة حزام للساق. هذه الآلية مقصود بها أداء مناورات أكثر تعقيدًا للإطارة والوقفات والجري في المكان، إذ تشبه لوح وي فت. تقدم اللعبة شخصية جديدة وهي مدرب رينغ فت والذي يؤدي هذه التمارين لتنطلق في مغامرة تقمص للأدوار. يمتلك المدرب الرينغ-كون الخاص به في اللعبة والذي يستخدمه لهزيمة الحشود في المعركة.

### الظهور في الألعاب الأخرى
صالة الحديد من لعبة إيقاع الملاكمة المصغرة هي نفس صالة الحديد من ألعاب تدريب الملاكمة من وي سبورتس. المدرب والمدربة من وي فت متاحان في لعبتي سوبر سماش برذرز فور نينتندو 3دي إس و وي يو وسوبر سماش برذرز ألتميت للعب بهما، إذ أن المدربة هي اللاعبة الافتراضية منهما، ويقاتلان بأسلوب ملهم بشدة من اليوغا وتمارين القوة بالإضافة إلى ألعاب الاتزان والتمارين الهوائية، مع حلبة معركة «وي فت ستوديو» في نسخة الوي يو. الجزيرة التي تظهر في لعبة الهرولة المصغرة هي أيضًا سلف جزيرة «وهو»، والتي تظهر في وي سبورتز ريزورت ووي فت بلس وألعاب أخرى من نينتندو.

## الاستقبال
| استقبال |        |
| --- | ------ |
| الدرجات الإجمالية المجموع نقاط غيم رانكينغز 81.18% [ 22 ] ميتاكريتيك 80/100 [ 23 ] نتائج المراجعة نشرة نقاط 1أب.كوم ب+ [ 11 ] كمبيوتر آند فيديو غيمز 6.8/10 [ 24 ] يورو غيمر 8/10 [ 25 ] غيم ريفولوشن ج+ [ 26 ] غيم سبوت 7.0/10 [ 27 ] آي جي إن 8.0/10 [ 28 ] نينتندو لايف [ 29 ] مجلة نينتندو الرسمية 91% [ 30 ] إكس-بلاي 4/5 [ 31 ] |        |
| الدرجات الإجمالية |        |
| المجموع | نقاط   |
| غيم رانكينغز | 81.18% |
| ميتاكريتيك | 80/100 |
| نتائج المراجعة |        |
| نشرة | نقاط   |
| 1أب.كوم | ب+     |
| كمبيوتر آند فيديو غيمز | 6.8/10 |
| يورو غيمر | 8/10   |
| غيم ريفولوشن | ج+     |
| غيم سبوت | 7.0/10 |
| آي جي إن | 8.0/10 |
| نينتندو لايف | [ 29 ] |
| مجلة نينتندو الرسمية | 91%    |
| إكس-بلاي | 4/5    |

اِستُقبلت وي فت استقبالاً حافلاً. وقد حصلت على نسبة 81.18% على موقع غيم رانكينغز، مجمعة من مراجعات 57 منفذ إعلامي، كما حصدت 81 نقطة من متوسط المراجعات على موبي غيمز. بينما لاقت ألعاب الاتزان والتمارين الهوائية رواجًا على أنها متعة محضة، وُجِّهت أصابع النقد نحو اللعبة ومحدوديتها في توفير نظام تدريبات جاد. في مراجعة 1أب.كوم، أُشير إلى محدودية وهي أن نقص هيكل اللعبة يفرض نفسه على اللاعب، وصرح المراجع «أنه مع أنك تمتلك الحرية المطلقة لفعل ما تشاء، قد تجد نفسك تغش، رغم نواياك الحسنة». ذكرت مجلة إكس-بلاي أن الأنشطة الوجيزة تفصلها القوائم، مما يجعل الأمر صعبًا على الشخص أن يحافظ على معدل ثابت لنبضات القلب، وانتقد مراجع غيم ريفولوشن محدودية جادة: «بما أنها لعبة تدريب لياقة قائمة بذاتها فإنها تعاني بشدة من عجزها عن تجميع تمرين كامل غير متقطع دون»مقاطعة اللياقة«الرهيبة الواجبة من تصفح القائمة المزعج واستخدام وي ريموت الدخيل». لفت البعض الانتباه إلى فقدان سحر نينتندو المعتاد في تصميم الألعاب، خاصةً في اليوغا وتدريبات القوة والتي تحدث في وضع صامت والذي وصفه ناقد بأنه «صالة الحديد الأكثر قفرًا وكئابة في العالم». بالرغم من هذه العيوب، يُشاد بواجهة اللعبة اللطيفة وبعدد الأنشطة وتُوصف بأنها ميزات جذابة لمن قد يرغب ببدء التدريبات اليومية. في مراجعة على آي جي إن، قيل أن وي فت صنعت «بيئة حيث التدريب أقل مشقة ونتيجةً لذلك أصبحت أكثر متعة».
طبقًا لدراسة نُشِرت في دورية النشاط البدني والصحة، جزء التمارين الهوائية في وي فت لم يكن كافيًا للحفاظ على معدل نبضات قلب للشدة الموصى بها (المعروفة في علم وظائف الأعضاء الرياضي باسم معدل النبضات المستهدف) للحفاظ على لياقة الجهاز التنفسي القلبي.
خرجت دراسة نشرها معهد طوكيو الوطني للصحة والتغذية باستنتاج أن 33% من التمارين فقط (22 من أصل 68) مؤهلة لتكون متوسطة الشدة، والبقية منخفضة الشدة. ولا يوجد تدريب مصنف بتصنيف الشدة العالية. استنتج الباحثون أن ثُلث التمارين فقط مؤهلة نحو إرشادات التمرين التي توفرها الكلية الأمريكية للطب الرياضي وجمعية القلب الأمريكية، والتمارين تمنح فوائد أقل «من الرياضات الأصيلة أو التمارين لأن لعب ألعاب الفيديو النشطة هذه يتطلب حركة أفقية قليلة». مع ذلك، للوصول إلى 30 دقيقة من النشاط المتوسط (5 مرات في الأسبوع) كما تقترح الكلية الأمريكية للطب الرياضي، وبشكل كبير تتطلب وقت أكثر، بسبب التصفح اليدوي المتكرر للقوائم المطلوب بين التمارين والعجز عن برمجة عادات تمارين معتدلة أو تمارين متكررة أو قيود الوقت (أو حتى حدة مخصصة - إذ أن «المدرب» لن يعدل السرعة استنادًا إلى مستوى لياقة المستخدم).
فازت وي فت بلقب أفضل مستخدمة للوحة الاتزان من آي جي إن بحفل جوائز الموقع لألعاب الفيديو في 2008. وقد رُشِّحت لعدة جوائز أخرى، من ضمنها أفضل ملكية فكرية جديدة وأفضل لعبة رياضية. أشادت هايبر باللعبة «لبرنامجها التدريبي الفعال وسهولة الوصول إليه وقيمتها الإبداعية الكبيرة». مع ذلك، فقد انتقد مراجع المجلة اللعبة لعدم كونها «لعبة للاعبين وليست جيدة للجلسات الطويلة».
نشرت سايكلنغ ويكلي تقريرًا أن مارك كافنديش - متسابق بالدراجات حائز على أوسمة ذهبية في بطولة العالم للدراجات على المضمار ودورة ألعاب الكومنولث - اضطر إيقاف نظام التمرين حين جرح عضلة الساق من الخلف بعدما سقط من على لوحة الاتزان أثناء لعبه لوي فت.
هناك جدال صغير بشأن وي فت في المملكة المتحدة، إذ أن أبوين قد اشتكيا بعدما صنف مؤشر كتلة الجسم المعيوب أن ابنتهما بدينة. اعتذرت نينتندو عن أي إساءة سببها أي مصطلح مستخدم في اللعبة.

### المبيعات
بِيع من اللعبة أكثر من ربع مليون نسخة في الأسبوع الأول بعد إصدارها، ومع أنها لم تصدر خارج اليابان، فقد بِيع منها مليون نسخة بحلول يوم 6 يناير 2008، إذ كان موعد إصدارها في 1 ديسمبر 2007. بحلول يوم 4 يناير 2009، بِيع من اللعبة 3,125,000 نسخة في اليابان. حصدت اللعبة في اليابان المركز الثالث لأكثر الألعاب مبيعًا في عام 2008 وكذلك أكثر لعبة وي مبيعًا في نفس العام، إذ قد بِيع منها 2,149,131 في تلك السنة.
قبل إصدارها، كانت رد فعل المستهلك إيجابي أيضًا في المملكة المتحدة، وبعض تجار التجزئة أوقفت حجز طلبات اللعبة بسبب شعبيتها المتزايدة. أوضحت التقارير في المملكة المتحدة أن إطلاق وي فت قد شهد طوابيرًا في جميع أنحاء البلاد. قال متجر وولورثس أن اللعبة كان يُباع منها 90 نسخة كل دقيقة. قالت نينتندو المملكة المتحدة أنها في أبريل 2008 كانت تعمل بجِدٍّ لتضمن وجود مخزون كافٍ متاح. في الأسبوع الأول بعد إصدارها، أصبحت وي فت اللعبة الأكثر مبيعًا في ذلك الأسبوع، وتتربع على قمة كل الرسوم البيانية. ومع أن اللعبة كانت تُباع بسعر أعلى من المتوسط (70 جنيه إسترليني، في حين أن المتوسط كان 35–40 جنيه إسترليني) إلا أنها أصبحت سادس أسرع لعبة حصرية على منصة تُباع في المملكة المتحدة طبقًا جي إف كيه شارت تراك والاتحاد البريطاني للترفيه التفاعلي وقد حققت أرباحًا بأكثر من 16 مليون جنيه إسترليني. وأثناء أسبوع 19 مايو 2008، هوت مبيعات وي فت في المملكة المتحدة من المركز الثاني في كل الرسوم البيانية إلى خروجها من التصنيف ذي الأربعين مركزًا، إذ يظن المحللون أن ذلك بسبب نفاذها.
في الولايات المتحدة أظهرت تقارير أن وي فت قد نفذت من مبيعات ما قبل الإطلاق لمتاجر أمازون وغيم ستوب ووول مارت. بعد الإصدار الأولي، أظهرت التقارير أن المتاجر قد نفذ منها وي فت في جميع أنحاء البلاد. قدَّر مايكل باتشر - محلل ودبوش للضمانات -أن نينتندو قد صدرت نصف مليون فقط من نسخ اللعبة في أمريكا الشمالية على عكس ما صدرته في أوروبا والذي يقدر بمليوني نسخة. طبقًا لباتشر، جمعت نينتندو وحدات وي فت لتحقق أقصى ربح، بجعل أوروبا أولوية عن أمريكا الشمالية، وبالاستفادة من القيمة القوية لليورو مقارنةً بالدولار الأمريكي. طبقًا لمجموعة إن بي دي، بِيع من وي فت 690,000 وحدة في الولايات المتحدة في مايو 2008، مما جعلها تحظى بالمركز الثالث في مبيعات الألعاب لذلك الشهر على مستوى الدولة، وسبقتها لعبتا جراند ثفت أوتو 4 نسخة إكس بوكس 360 وماريو كارت وي، ولكنها سبقت جراند ثفت أوتو 4 نسخة بلاي ستيشن 3. ظهرت وي فت في الولايات المتحدة بسعر مقترح يساوي 89.99 دولار أمريكي للنظام الأساسي دون أي ملحقات. وبالنسبة لمشغل وي نفسه، فإن الطلب على وي فت قد فاق مخزون السوق. انبثق من هذا النقص سوقًا أخرى بأناس تشتري وي فت من منافذ التجزئة وتبيعه لكسب ربح. في يونيو 2008، كُتِب في تقارير أن وي فت كانت تُباع بمتوسط سعر 175 دولار للوحدة على أمازون وإيباي.
طبقًا لمجموعة إن بي دي وجي إف كيه شارت تراك وإنتربرين، من يناير 2008 إلى يوليو من نفس العام بِيع من اللعبة 1.433 مليون نسخة في الولايات المتحدة و624,000 في المملكة المتحدة و1.547 مليون في اليابان، وإجمالاً 3.604 مليون نسخة. بحلول 31 مارس 2009، باعت نينتندو 18.22 مليون نسخة من وي فت في جميع أنحاء العالم. طبقًا لمجموعة إن بي دي وجي إف كيه شارت تراك وإنتربرين، في الربع الثالث من 2008 بِيع من اللعبة 1.283 مليون نسخة في الولايات المتحدة و460,000 في المملكة المتحدة و346,000 في اليابان، وإجمالاً 2.089 مليون نسخة. حلت اللعبة في المركز الثالث لأكثر الألعاب مبيعًا لشهر ديسمبر 2008 في الولايات المتحدة، إذ بِيع منها أكثر من 999,000 نسخة. وحصدت أيضًا المركز الثالث لأكثر الألعاب مبيعًا لعام 2008 في الولايات المتحدة، إذ بِيع منها أكثر من 4.53 مليون نسخة.
في خلال 18 شهرًا، بحلول يونيو 2009، ساعدت اللعبة الألعاب الصحية في كسب عائدات وصلت لملياري دولار، معظمها حُصِّل بمبيعات وي فت التي وصلت إلى 18.22 مليون آنذاك. حازت لعبة وي فت في نهاية المطاف جائزة مبيعات «الماسية» من الاتحاد البريطاني للترفيه التفاعلي، مما يدل على أن مبيعاتها وصلت لمليون نسخة مباعة على الأقل في المملكة المتحدة. بحلول مارس 2012 كان قد بِيع من اللعبة 22.67 مليون نسخة حول العالم، وحل بالمركز السادس بقائمة أكثر ألعاب وي مبيعًا.

## استخدامات أخرى
اِستُخدِمت اللعبة لأجل إعادة تأهيل العلاج الطبيعي وإعادة تأهيل ألعاب الفيديو، وتبنتها عدة نوادٍ صحية حول العالم.
اِستُخدِمت اللعبة أيضًا في علاج مشاكل التوازن عند كبار السن. في دراسة، كان هناك امرأة بلغت من العمر 86 عامًا وكانت غير قادرة على المشي دون إشراف مباشر، حتى بوجود عكاز، بسبب ضعف التوازن ووجود نزعة السقوط، بعدما أصابتها سكتة دماغية. وقد شاركت في 4 جلسات تمارين مع العلاج الطبيعي. اِختُبِرت على النتائج المقاسة لمقياس توازن برغ، واختباري الوصول الوظيفي والوصول الجانبي، واختبار القيام والانطلاق الموقوت، وتصوير الأوعية الدموية بالحاسوب، والاستبيان قصير التعليقات. وقد حدثت هذه الاختبارات قبل أول جلسة تدريب وبعد آخر جلسة تدريب. من النتائج وتعليقها الشخصي، فإن وقفة التناظر الأمامي الخلفي قد تحسن. «وحين خرجت من المستشفى، كان بوسعها المشي بعكاز مع رقابة خفيفة».
في صيف 2009، استثمرت منظمة دعم قوات الدفاع الفنلندية في 384 جهاز وي (من ضمنها وي سبورتس ووي فت) لقواعد عسكرية حول الدولة، لكي تُلهم الجنود بممارسة التمارين أكثر في أوقات فراغهم. الاستجابة من المجندين والضباط كانت إيجابية.
تستخدم بعض دور التمريض لعبة وي فت للتشجيع على المشاركة في تمرين لطيف. يُستخدم النظام في إعطاء المقيمين تمرين يوغا بالإضافة إلى تمارين توازن ومرونة. تسمح اللعبة لمن لا يستطيعون ممارسة تمرين يومي صارم في زيادة معدل نبضات القلب وتحسين الصحة عمومًا. وحسب مستوى إمكانية تنقلهم، يمكن للبعض ممارسة التمارين أثناء الوقوف، في حين أن الآخرين يبقون جالسين.

## وصلات خارجية
- الموقع الرسمي
 (بالإنجليزية)
- صفحة اللعبة على موقع نينتندو (بالإنجليزية)
- وي فت على مشروع الدليل المفتوح (بالإنجليزية)
- وي فت  في قاعدة بيانات الأفلام على الإنترنت (بالإنجليزية)